# Clinton (Illinois)
Clinton é uma cidade localizada no estado americano de Illinois, no Condado de De Witt.

## Demografia
Segundo o censo americano de 2000, a sua população era de 7485 habitantes.
Em 2006, foi estimada uma população de 7331, um decréscimo de 154 (-2.1%).

## Geografia
De acordo com o United States Census Bureau tem uma área de 6,9 km², dos quais 6,9 km² cobertos por terra e 0,0 km² cobertos por água. Clinton localiza-se a aproximadamente 227 m acima do nível do mar.

## Localidades na vizinhança
O diagrama seguinte representa as localidades num raio de 20 km ao redor de Clinton.